# SexyBack
A SexyBack a híres amerikai énekes és előadó Justin Timberlake és Timbaland közös szerzeménye, Timberlake második nagylemezéről, a FutureSex/LoveSounds-ról. 2007-ben elnyerte a Grammy-díjat a Legjobb dance felvétel kategóriájában. A dal produkciós munkáit Timbaland és Danja végezte. Kislemezként 2006. július 7-én debütáltatták a dalt, és az új korongról az egyik legsikeresebb dal lett Ausztráliában, Új-Zélandon, az Egyesült Királyságban és az Államokban.
A SexyBack a Billboards Hot 100-on hét hétig uralta az első pozíciót, amellyel a legtovább volt első abban az évben. A második legtöbb ideig a topon lévő dal, Beyoncé Irreplaceable-je volt.

## A videóklip
A klipet Barcelona egyik luxusépületében vették fel, melyben a spanyol színésznő, Elena Anaya is szerepel. A rendező: Michael Haussman. A klipet Rihanna Take a Bow című videója inspirálta, rendezője annak is Haussman.
A klip több jelenetet sűrít össze cselekmény nélkül. Láthatjuk a várost, a táncoló embereket, Timbalandet két kutyával, valamint Justinnak van egy saját táncos betéte és egy hálószobai jelenete Elenával.

## Alkotók
- Zeneszerzők és szövegírók: J. Timberlake, T. Mosley, és N. Hills
- Producerek: Timbaland, Danja, Justin Timberlake
- Billentyűk: Danja, Timbaland
- Dobok: Danja, Timbaland

## Eredmények, érdekességek
- Az USA-ban 2 millióan töltötték le legálisan a dalt.
- 2 milliárd ember pedig illegálisan
- A Billboard Hot 100-on 31-edikből lett első.
- 2006 végére az Egyesült Királyságban a tizedik legnépszerűbb dal lett.
- Latin-Amerikában a 19. legnépszerűbb dal lett.
- Örményországban megjárta a 37. helyet is.
- Erős nyelvezete és szövege miatt az iTunes készített egy szolidabb változatot.
- Állítólag bizonyos közel-keleti országokban betiltották a számot kemény, szókimondó, szexista mondanivalója miatt.

## Helyezés
| Lista                               | Helyezés |
| ----------------------------------- | -------- |
| USA Billboard Hot 100               | 1        |
| USA Billboard Hot R&B/Hip-Hop Songs | 11       |
| USA Billboard Hot Dance Airplay     | 1        |
| USA Billboard Hot Dance Club Play   | 1        |
| USA Billboard Pop 100               | 1        |
| Billboard Európai Hot 100           | 1        |
| Billboard Euro letöltések           | 2        |
| Argentin Top 40 kislemezek          | 23       |
| Top Latino                          | 4        |
| Ausztrál Top 20 Dance Chart         | 1        |
| Jay & Katie angol slágerlista       | 5        |
| Hot100Brazil                        | 1        |
| Kanadai rádiós lista                | 3        |
| Kanadai Dance Chart                 | 1        |
| Horvát kislemezlista                | 1        |
| Dán Dancechart                      | 1        |
| Finn Dance Chart                    | 1        |
| Német Kislemezlista                 | 1        |
| Francia Kislemezlista               | 8        |
| Magyar Kislemezlista                | 3        |
| Ír Kislemezlista                    | 1        |
| Új-Zéland Top 40 Kislemez           | 1        |
| Szingapúr Top 20                    | 1        |
| UK Letöltési Lista                  | 1        |
| UK Kislemezlista                    | 1        |
| UK Top 40 RnB Kislemez Chart        | 1        |
| United World Chart                  | 1        |
| Olasz Kislemezlista                 | 3        |
| Belgium                             | 4        |
| Svéd Kislemezlista                  | 4        |
| Osztrák Top 75 Kislemez             | 5        |
| Görög Kislemez Top 50               | 10       |
| Mexikói Top 100 Airplay             | 24       |
| Mexikói Letöltési Lista             | 11       |
| Román Top 100                       | 4        |
| Bolgár rádiós lista                 | 2        |